# Jonathan Ñíguez Esclápez
Jonathan Ñíguez Esclápez (Elx, Baix Vinalopó, 2 d'abril de 1985), més conegut futbolísticament com a Jony, és un futbolista valencià. Juga com a mig centre i el seu actual equip és el CE Alcoià, on hi juga cedit per l'Elx CF.

## Trajectòria
Jony, fill de l'exjugador de l'Elx CF José Antonio Ñíguez i germà dels també futbolistes Aaron Ñíguez i Saúl Ñíguez, es va formar a les categories inferiors del València CF. Posteriorment jugaria en els filials del Reial Madrid i Vila-real CF. Amb el Reial Madrid Castella va debutar en Segona Divisió. L'estiu de 2008 signa amb l'Ontinyent CF. Després de dues bones campanyes a l'equip valencià - amb el qual va estar a punt d'ascendir a Segona Divisió - és fitxat per la UD Las Palmas i cedit al CD Mirandés. Amb l'equip burgalès torna a fregar l'ascens a Segona Divisió, només la victòria del Deportivo Guadalajara en el partit de tornada de l'eliminatòria final ho va impedir. L'estiu de 2011 torna a la UD Las Palmas. Durant la pretemporada Jony rescindeix el seu contracte amb l'equip canari i fitxa pel CD Guadalajara, nou equip de la Lliga Adelante i que, curiosament, només unes setmanes abans li havia privat l'ascens a la categoria de plata del futbol espanyol.
Amb el Guadalajara juga durant dues temporades a Segona Divisió, sent un dels jugadors que disputa més minuts. L'estiu de 2013 decideix renovar la seva vinculació amb l'equip. Dies després, després de confirmar el descens administratiu del club a segona Divisió B, queda alliberat del seu contracte i fitxa per l'AD Alcorcón. El juliol de 2014, Jony deixa la Lliga Adelante i és fitxat pel Rio Ave Futebol Clube, equip de la primera divisió de Portugal tot i que no fou inclòs entre els jugadors que disputaren la Supercopa Cândido de Oliveira, ni tampoc per la Lliga Europa de la UEFA 2014–15, de manera que de fet només hi va disputar tres partits oficials; la seva única aparició a la Primeira Liga va ser el 17 de maig de 2015 al penúltim partit de la temporada 2014–15 entrant com a substitut de Diego Lopes als dos minuts finals d'una derrota per 0–4 contra el C.S. Marítimo.
Jony va fitxar llavors pel CD Feirense, amb el qual va disputar un partit de Taça da Liga i un parell de convocatòries sense jugar de la Segunda Liga abans que li cancel·lessin el contracte. Va reprendre la seva carrera el 10 de febrer de 2016 a Eslovènia, amb el FC Koper, fins que va tornar al CE Alcoià el juny.
El 8 de juny de 2016, el contracte de Jony a Eslovènia va acabar. Posteriorment aquell mes, va fitxar per l'Alcoià, i va marcar 11 gols, la millor marca de la seva carrera, la temporada 2016-17, en què l'equip va assolir els play-off; entre ells dos en una derrota a casa contra el FC Barcelona B per 3-2 l'11 de setembre.